# Anaceón
El Anaceón (en griego antiguo: Ἀνάκειον) era un antiguo templo griego dedicado a los Dioscuros en el Asclepieion de Epidauro, en Grecia.
El Anaceón fue construido a finales del período clásico, alrededor del año 350 a. C.. Originalmente se interpretó como un templo del período romano de Asclepio y Apolo, mencionado por Pausanias. Hoy en día, sin embargo, se cree que estaba dedicado a los Dioscuros, es decir, Cástor y Polideuces.
Estaba situado en el lado oriental del santuario de Asclepio. Era un edificio rectangular adosado al muro norte de una casa romana, posiblemente una casa sacerdotal o un alojamiento para huéspedes importantes.
En el extremo occidental había un pronaos con cuatro columnas dóricas en la fachada. Más allá, tres puertas daban a un patio abierto.